# Liman (Russia)
Liman è una cittadina della Russia europea meridionale, situata nella oblast' di Astrachan'; dipende amministrativamente dal rajon Limanskij, del quale è il capoluogo.
Sorge nella parte meridionale della oblast', 110 chilometri a sudovest di Astrachan'.